# Sober (Rockband)
Sober war eine Rockgruppe mit Schaffensmittelpunkt Darmstadt/Hessen, die von 2001 bis 2008 existierte.
Sober spielte etwa 100 Konzerte und veröffentlichte drei Alben mit Eigenkompositionen. Ihr Stil orientierte sich stark an britischen Gruppen wie beispielsweise den Beatles oder Oasis. Musikalisch waren auch amerikanische Einflüsse vertreten. Die Gruppe trat mehrfach auf dem Darmstädter Schlossgrabenfest auf und spielte Konzerte in Polen und Italien.

## Diskografie

### Alben
- 2002: Rock'n'Roll Survival
- 2004: Them Lies
- 2007: She Will Be Mine

## Live

### Auftritte
- Schlossgrabenfest Darmstadt 2004, 2005, 2007
- Support für H-Blockx, Boppin’ B und Concrete Jungle
- European Picknick Festival Plock/Polen
- “Palcogiovanni Festival” in Brescia/Italien 2004, “Brescia in Europe” Festival 2007 in Italien
- „Live und Laut“ Festival 2006 und 2007
- Emergenza Hessenfinale 2007
- Gewinner bei den Bandwettbewerben „Showcase–The Greatest“ und „Illo’s Benefiz Talents“